# Pseudochazara pelops
Pseudochazara pelops är en fjärilsart som beskrevs av Gross 1978. Pseudochazara pelops ingår i släktet Pseudochazara och familjen praktfjärilar. Inga underarter finns listade i Catalogue of Life.